# 范嵩
范嵩（1471年—1556年），字邦秀，號衢村，福建建寧府甌寧縣人，民籍，明朝政治人物。官至南京工部右侍郎。

## 生平
成化五年（1492年）壬子科福建鄉試第六十九名舉人。弘治十五年（1502年）中式壬戌科會試第一百十四名，三甲第六十二名進士。授宁国府推官，正德三年（1508年）七月选授湖广道試御史，校勘两广钱粮，丁忧归。五年三月以考察调外任，服阕，除襄阳府推官，未幾，轉南京礼部儀制司主事，进主客司署郎中，十一年八月升河南按察司佥事，历任广西副使、按察使，云南右布政使，十二年四月升本司左布政，不久升右副都御史、巡抚四川，十三年九月晋南京工部右侍郎，痛子范宣早逝，上疏乞休。嘉靖三十五年卒，年八十六。著有《衢村集》、《撫蜀题稿》。

## 家族
曾祖范直；祖父范保；父范澄，監生，贈中憲大夫廣東按察司副使。母吳氏。具庆下。兄山、弟嶽、崑、巖、岌。